# فرودگاه گلدفیلد
فرودگاه گلدفیلد (به انگلیسی: Goldfield Airport) یک فرودگاه همگانی است که یک باند فرود شن دارد و طول باند آن ۹۶۰ متر است. این فرودگاه در کشور ایالات متحده آمریکا قرار دارد و در ارتفاع ۱۷۳۱٫۳ متری از سطح دریا واقع شده‌است.